# Cape Meares
Cape Meares és una concentració de població designada pel cens dels Estats Units a l'estat d'Oregon. Segons el cens del 2000 tenia 110 habitants.

## Demografia
Segons el cens del 2000, Cape Meares tenia 110 habitants, 63 habitatges, i 34 famílies. La densitat de població era de 15 habitants per km².
Dels 63 habitatges en un 9,5% hi vivien nens de menys de 18 anys, en un 46% hi vivien parelles casades, en un 6,3% dones solteres, i en un 46% no eren unitats familiars. En el 39,7% dels habitatges hi vivien persones soles el 17,5% de les quals corresponia a persones de 65 anys o més que vivien soles. El nombre mitjà de persones vivint en cada habitatge era d'1,75 i el nombre mitjà de persones que vivien en cada família era de 2,26.
Per edats la població es repartia de la següent manera: un 10% tenia menys de 18 anys, un 2,7% entre 18 i 24, un 9,1% entre 25 i 44, un 48,2% de 45 a 60 i un 30% 65 anys o més.
L'edat mediana era de 57 anys. Per cada 100 dones de 18 o més anys hi havia 98 homes.
La renda mediana per habitatge era de 26.346 $ i la renda mediana per família de 31.250 $. Els homes tenien una renda mediana de 0 $ mentre que les dones 61.250 $. La renda per capita de la població era de 26.635 $. Aproximadament el 31,3% de les famílies i el 30,6% de la població estaven per davall del llindar de pobresa.

## Poblacions més properes
El següent diagrama mostra les poblacions més properes.